# Batalla de Guadalhorce
La batalla de Guadalhorce, conocida también como batalla del Guadalhorce, fue un combate librado a orillas del río Guadalhorce entre las tropas del reino de Castilla, al mando del célebre escritor Don Juan Manuel, Príncipe de Villena y nieto del rey Fernando III de Castilla, y las del reino nazarí de Granada, comandadas por el general Uthmán b. Abi l-Ula, más conocido como Ozmín por los castellanos, que resultaron derrotadas.
Algunos autores señalan que tuvo lugar en las cercanías de Teba y en el curso alto del Guadalhorce, aunque otros afirman que se libró en la vega de Archidona, y el propio Don Juan Manuel consignó en su Chronicon Domini Ioannis Emmanuelis que la batalla se libró el día 29 de agosto de 1326, en que la Iglesia católica celebra la festividad del martirio de San Juan Bautista, y la mayoría de los historiadores coinciden con él y señalan que muy posiblemente sea esa la fecha exacta, aunque otros, como Luis Suárez Fernández y Salvador de Moxó, afirmaron que tuvo lugar en los meses de junio o julio de ese mismo.
Don Juan Manuel, al que muchos historiadores atribuyen erróneamente el título de infante sin que lo fuera, ya que era nieto y no hijo de rey, fue uno de los mayores magnates castellanos en su época y una de las más destacadas figuras políticas durante el reinado de Alfonso XI de Castilla, debido a sus enormes posesiones, y gracias a esta importante victoria consiguió un gran prestigio.

## Antecedentes

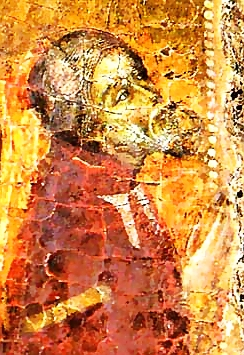
Retrato que se supone representa a Don Juan Manuel, nieto del rey Fernando III de Castilla. (Catedral de Murcia).

En junio de 1319 el mismo general Ozmín que resultó derrotado en esta batalla, había infligido una grave derrota a los castellanos en el Desastre de la Vega de Granada, donde murieron los infantes Juan y Pedro de Castilla, que eran los jefes del ejército cristiano y los tutores del rey Alfonso XI durante su minoría de edad junto con la reina María de Molina, que quedó oficialmente como única tutora de su nieto. Además, la muerte de dichos infantes supuso el ascenso al poder absoluto en la Corte castellana del infante Felipe de Castilla, hijo de la reina María de Molina y apoyado por esta, de Don Juan Manuel, nieto de Fernando III, y de Juan el Tuerto, hijo del infante Juan y nieto de Alfonso X,, ya que cada uno de ellos controlaba una determinada zona geográfica de Castilla e intentaban alcanzar un mayor protagonismo político. Y los tres personajes, gracias a su linaje e influencia, fueron los tutores del rey Alfonso XI durante el último periodo de su minoría de edad.
El 18 de junio de 1320, casi un año después del desastre en la Vega granadina, los integrantes de la Hermandad General de Andalucía, representados por Pay Arias de Castro, acordaron una tregua de ocho años en Baena con el rey Ismaíl I de Granada, a la que también se adhirieron más tarde el infante Felipe de Castilla, el reino de Murcia y su adelantado mayor Don Juan Manuel, y el rey Jaime II de Aragón, que se limitó a renovar la tregua que había acordado anteriormente con los granadinos.
Sin embargo, la ciudad de Córdoba y su reino quedaron excluidos de la tregua por haber reconocido a Don Juan Manuel como tutor del rey, en el otoño de 1320, en contra de lo acordado anteriormente por los concejos de la Hermandad general andaluza, ya que todos ellos se comprometieron a no reconocer a ninguno que no hubiera sido designado por todos ellos de común acuerdo, y en 1324, aprovechando la anarquía existente en Castilla por la minoría de edad del rey Ismail I de Granada recuperó en una rápida campaña las localidades de Huéscar, Orce, Galera y Baza, y en 1325, un año después, conquistó y saqueó la villa de jienense de Martos empleando cañones.

La derrota castellana en el Desastre de la Vega de Granada alteró el rumbo de los acontecimientos en el sur de la península ibérica y en el reino de Castilla durante varios años, hasta que Alfonso XI alcanzó la mayoría de edad, que fue confirmada en las Cortes de Valladolid de 1325, y comenzó a gobernar personalmente sus reinos. Y con ello finalizaba el periodo de la minoría de edad del rey, caracterizado por la anarquía, la violencia y la inestabilidad, que provocaron la destrucción de muchos lugares y graves perjuicios a los habitantes de Castilla, por lo que el joven monarca orientó su política hacia el restablecimiento de la autoridad real y de la justicia en todo su territorio, que se habían visto muy mermadas tras varios años de desgobierno e inestabilidad.

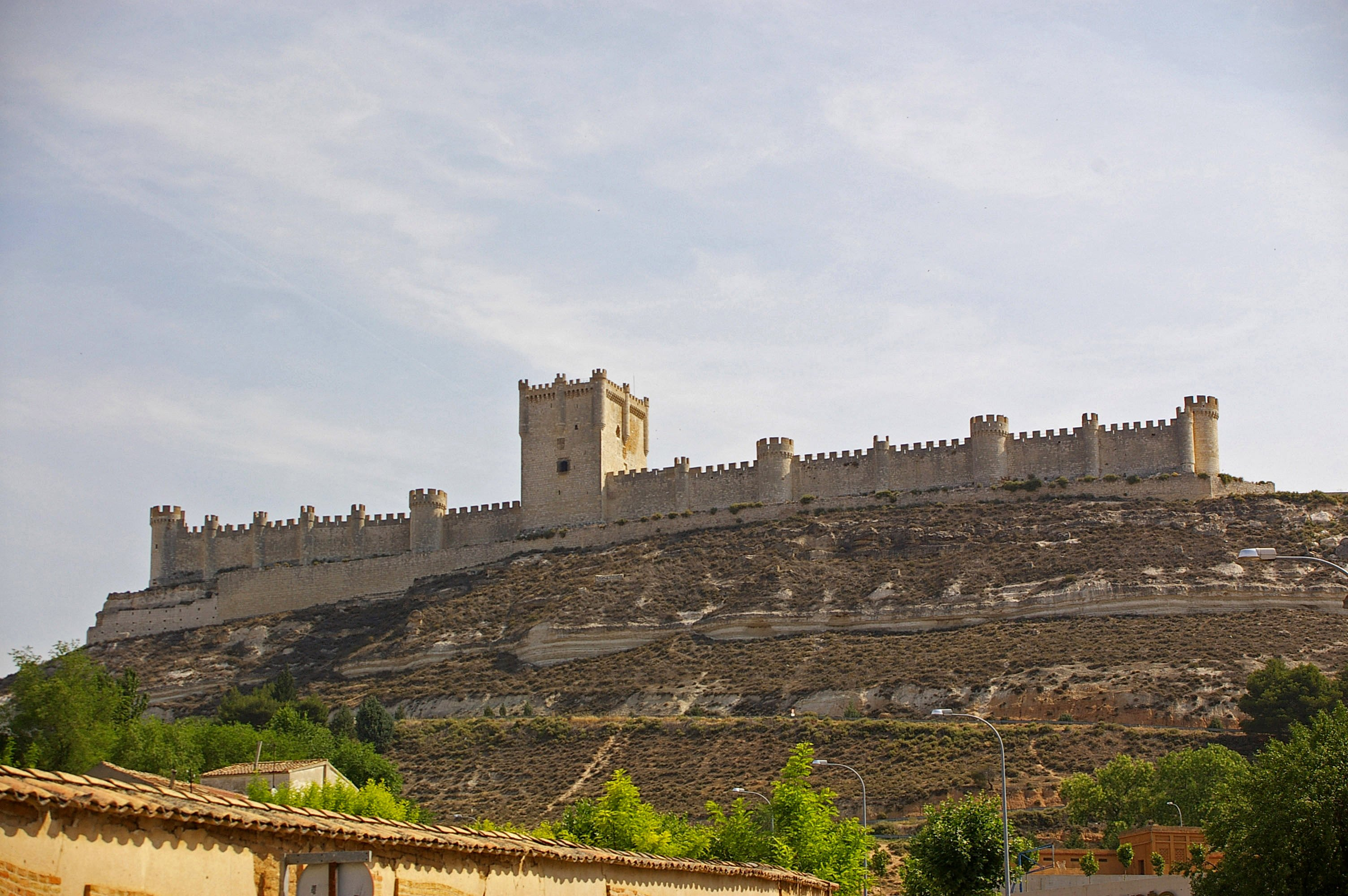
Vista del castillo de Peñafiel, que perteneció a Don Juan Manuel. (Provincia de Valladolid).

Don Juan Manuel, Juan el Tuerto y el infante Felipe de Castilla fueron convocados por el rey en 1325 para que asistieran a las Cortes de Valladolid, y una vez reunidos allí, los tres renunciaron a la tutoría del rey, y el infante Felipe y Juan el Tuerto le entregaron las cartas blancas que tenían selladas con el sello real, y Don Juan Manuel el sello real que había utilizado para emitir documentos en las villas y ciudades donde había ejercido como tutor del rey. Sin embargo, este último y Juan el Tuerto intentaron aliarse para hacer frente al monarca y a sus nuevos privados y acordaron que una hija de Don Juan Manuel, llamada Constanza Manuel de Villena, se casaría con Juan el Tuerto, aunque Alfonso XI, con el propósito de deshacer esa alianza, que pondría en su contra a los dos mayores magnates del reino, propuso a Don Juan Manuel que él mismo se casaría con esa hija suya, y que «le farie merçed e que le darie gran parte en los ofiçios del rreyno», según consta en el capítulo LIII de la Gran Crónica de Alfonso XI, y Don Juan Manuel aceptó la proposición del rey, y acordaron que lo harían así.
Don Juan Manuel fue nombrado poco después mayordomo mayor del rey y adelantado mayor del reino de Murcia, ya que en una carta que dicho magnate remitió al concejo de la ciudad de Murcia el 5 de septiembre de 1325, anunciándole que el periodo de la minoría de edad del rey había concluido, aparecía ya con esos dos títulos. Y en octubre de 1325 Alfonso XI nombró además a Don Juan Manuel adelantado mayor de la frontera de Andalucía, y el día 14 de octubre de ese mismo año, desde su villa de Peñafiel, el célebre escritor comunicó al concejo de Murcia, ostentando ya ese título, el acuerdo que había alcanzado con el rey para que su hija Constanza Manuel se casase con él.

## Don Juan Manuel, adelantado mayor de la frontera de Andalucía (1325)

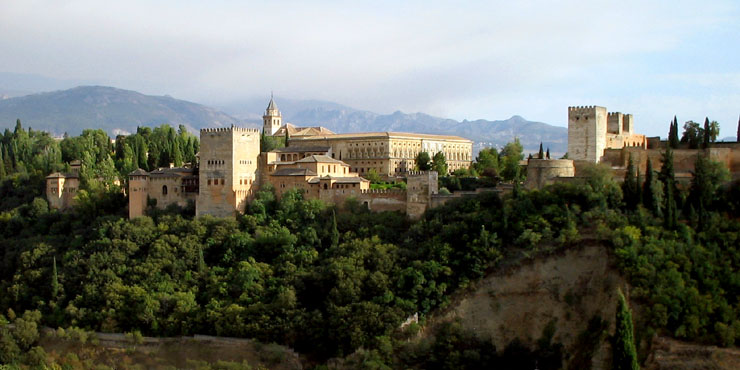
Vista de la Alhambra. (Provincia de Granada).

Cuando Alfonso XI nombró a Don Juan Manuel adelantado mayor de la frontera de Andalucía, le entregó cartas destinadas a los ricoshombres y a los concejos de las villas y ciudades de la frontera para que lo reconociesen como adelantado, según consta en el capítulo LIV de la Gran Crónica de Alfonso XI:

E dio el rrey el ade/lantamiento de la frontera a este don Joan, e mandole dar sus cartas para todos los rricos omes e conçejos de las çibdades e villas e lugares de la frontera que le oviesen por su adelantado e fiziesen por el todas las cosas quel fiziese e dixese que era servicio del rrey. E don Joan fuese a la frontera a seruir al rrey en el ofiçio del adelantamiento.

Y el historiador Braulio Vázquez Campos señaló que, tras ser nombrado adelantado mayor de la frontera, Don Juan Manuel se dirigió rápidamente a esta para combatir a los musulmanes, cumpliendo así las órdenes del rey, que aunque deseaba ardientemente combatir a sus enemigos, era demasiado joven para ir a la guerra y estaba ocupado sofocando algunas rebeliones internas, aunque desde que alcanzó la mayoría de edad, comenzó a reunir los bastimentos necesarios para el mantenimiento de las fortalezas fronterizas. Y aunque ello no es mencionado en la Gran Crónica, en la Crónica de Alfonso XI sí consta que cuando el rey Muhammed IV de Granada, que era menor de edad, fue informado de que Don Juan Manuel había sido nombrado adelantado mayor de la frontera, envió a su general Ozmín «con todo su poder» para que penetrase en territorio cristiano y lo «corriese» y devastase hasta cerca de las puertas de Córdoba. Sin embargo, antes de combatir a los granadinos Don Juan Manuel pacificó internamente la frontera y puso fin a los enfrentamientos entre las distintas banderías, siendo todo ello relatado en el capítulo LVIII de la Gran Crónica de Alfonso XI:

Dicho avemos en como el rrey don Alfonso dio el adelantamiento de la frontera a don Joan fijo del ynfante don Manuel, e que lo envió a fazer guerra con los moros; e como quier que el rrey era moço pequeño de edad, fuera a la guerra por sí mismo antes que enviar por si a otro ninguno sino por estos embargos que fallaba en el reino. E por esto avia enviado alla a este don Joan por adelantado, como la historia lo haya contado. E este don Joan, por dar honra al su estado, habiendo voluntad de servir bien al rey su señor, luego que llegó a la frontera, puso en la tierra gran paz e concordia e tiro las voluntades de las çibdades e villas que eran en ellas de luengo tiempo. E después que las tierras fueron sosegadas e los bandos partidos, saco hueste para yr a los moros.

En noviembre de 1325 Alfonso XI contrajo matrimonio en Valladolid con Constanza Manuel de Villena, hija de Don Juan Manuel y de la infanta Constanza de Aragón, aunque el matrimonio no llegó a consumarse debido a la extrema juventud de los esposos. Y poco después el monarca castellano intentó reconciliarse con su pariente Juan el Tuerto, aunque Don Juan Manuel comunicó a éste desde la frontera que el rey planeaba combatirle y que en caso necesario podría contar con su ayuda, por lo que Juan el Tuerto, viéndose respaldado nuevamente por su antiguo aliado, abandonó al rey y se frustró la reconciliación entre ambos.
Y mientras Don Juan Manuel pacificaba la frontera y hacía los preparativos de la campaña, el rey se veía obligado a resolver algunos de los problemas originados durante su minoría de edad, y el 1 de febrero de 1326 indultó a todos los individuos de Murcia a los que Don Juan Manuel había desterrado cuando era tutor del rey, y ordenó que sus bienes les fueran restituidos, y dos días después, el 3 de febrero, dio las órdenes necesarias a las autoridades de la misma ciudad y a sus oficiales para que los que habían sido desterrados por Don Juan Manuel durante la minoría de edad del rey, pudieran retornar a sus hogares y tomaran posesión nuevamente de sus bienes. Y poco después, el 12 de febrero de 1326, Alfonso XI confirmó al concejo de la ciudad de Sevilla todos sus fueros, privilegios, cartas, franquezas y buenos usos y costumbres, y ordenó a Don Juan Manuel, por su condición de adelantado mayor de la frontera, y a cualquier otro que lo reemplazara, que defendiera esos privilegios junto con los restantes oficiales del reino.

## Concentración de tropas en Córdoba y salida hacia la frontera (1326)

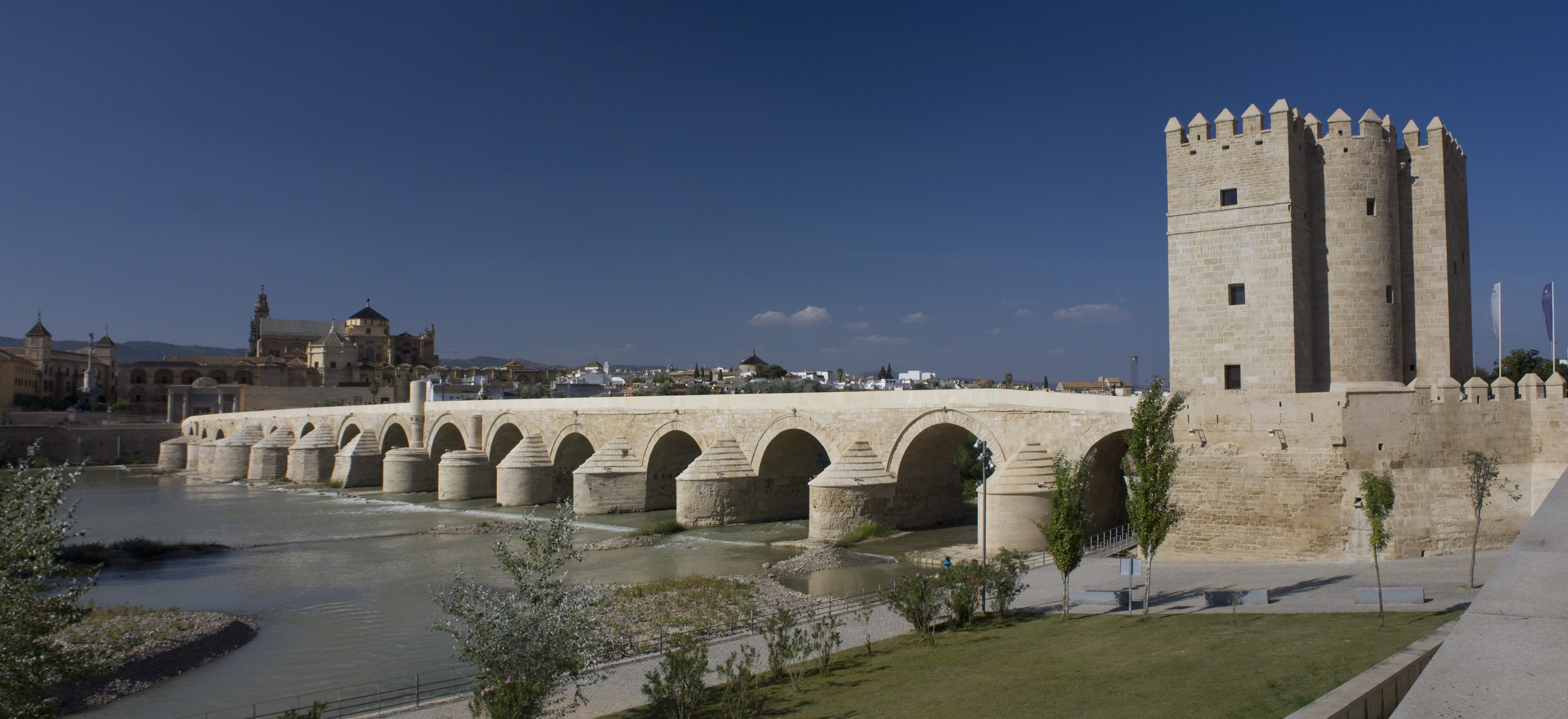
Vista de la torre de la Calahorra y del puente romano de Córdoba.

En la ciudad de Córdoba se reunieron con Don Juan Manuel para participar en la campaña numerosos ricoshombres, caballeros e hijosdalgo del reino junto con las fuerzas a sus órdenes, «por hazer seruiçio a Dios e al rrey», y en la Gran Crónica de Alfonso XI se consignó que también acudieron a dicha ciudad Juan Núñez de Prado, maestre de la Orden de Calatrava, y Suero Pérez, maestre de la Orden de Alcántara, junto con las fuerzas a sus órdenes, y aunque el maestre de Santiago, García Fernández, no acudió «por quanto era muy viejo», sí lo hicieron los caballeros de su orden, y el historiador Carlos de Ayala Martínez subrayó que la colaboración de las órdenes militares en esta campaña pudo deberse al hecho de que el rey Ismail I de Granada había conquistado en 1324 Huéscar, Orce y Galera, que pertenecían a la Orden de Santiago, y en 1325 la villa de Martos, de la Orden de Calatrava, ya que en opinión de dicho historiador la colaboración de las órdenes militares en estas empresas era «más esporádica y menos constante» de lo que cabría imaginar.
Y la Gran Crónica de Alfonso XI mencionó además, como subrayó Diego Catalán, los nombres de los más destacados nobles andaluces que participaron en la campaña, y entre ellos figuraban Juan Alonso Pérez de Guzmán, señor de Sanlúcar de Barrameda e hijo del célebre Guzmán el Bueno, Enrique Enríquez el Mozo, señor de Villalba de los Barros y bisnieto de Fernando III, y también Álvar Pérez de Guzmán y Gonzalo de Aguilar. Y asimismo consta en la mencionada Gran Crónica que acudieron a Córdoba a reunirse con Don Juan Manuel el obispo de Jaén, Fernando Ramírez de Ágreda, y las milicias concejiles de Sevilla, Córdoba, Jerez de la Frontera, Constantina, Carmona y Jaén.

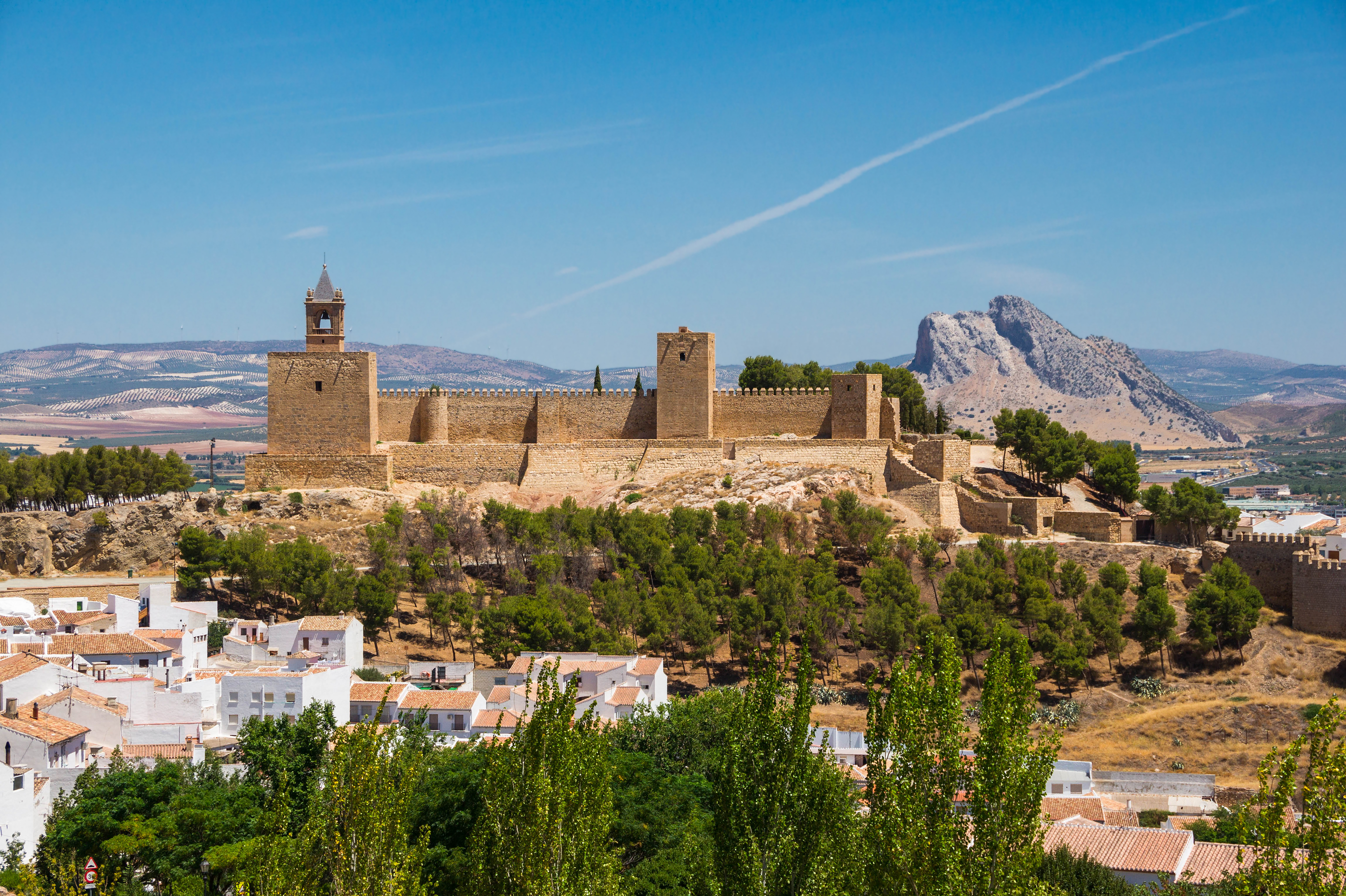
Vista de la Alcazaba de Antequera (Provincia de Málaga).

En abril o mayo de 1326, pocos meses antes de la batalla de Guadalhorce, se produjeron graves disturbios en Córdoba, ya que el noble Juan Ponce de Cabrera, que era bisnieto de Alfonso IX de León y primo segundo de Don Juan Manuel, le exigió al obispo de Córdoba, Fernando Gutiérrez, que había sido nombrado recientemente obispo de Cuenca, que le entregara el Castillo de Anzur y el castillo de Lucena, situados junto a la frontera con el reino de Granada, y como el prelado se negó a hacerlo, Juan Ponce y algunos de sus partidarios le expulsaron de Córdoba. A pesar de que regresó poco después y fue recibido solemnemente, Juan Ponce aprovechó la oportunidad para apresarle a él y a muchos de sus canónigos, ya que hay constancia de que el 1 de junio de 1326 el papa Juan XXII escribió al rey Alfonso XI y a Don Juan Manuel para interceder por el obispo y por los canónigos apresados y también por los bienes que les habían sido confiscados por Juan Ponce de Cabrera. Y ese mismo día el papa escribió también al arzobispo de Toledo, Juan de Aragón, para ordenarle que excomulgara a Juan Ponce, que sería ejecutado por orden de Alfonso XI a principios de 1328, y pusiera en entredicho los lugares en los que se encontrara.
Y cuando el papa Juan XXII fue informado, en agosto de 1326, de que los castellanos se preparaban para luchar contra el reino de Granada, prometió que les ayudaría en el futuro, y aunque ello no es mencionado en la Gran Crónica, en la Crónica de Alfonso XI consta que, mientras Don Juan Manuel se encontraba en Córdoba, fue informado de que el general Ozmín estaba en Antequera «con todo el poder de Granada», por lo que el célebre escritor abandonó dicha ciudad y partió con sus tropas hacia la frontera, dispuesto a presentar batalla a la caballería granadina y a su general Ozmín, y penetraron en territorio enemigo «con sus pendones tendidos», dirigiéndose directamente a Antequera.
Y cuando los castellanos llegaron a dicha ciudad, se propusieron conquistarla, aunque desistieron cuando comprobaron que «era fuerte e que se perderían muchas gentes en el combatimiento», por lo que se fueron de allí y plantaron sus tiendas cerca del río Guadalhorce, que es llamado Guadalferez en la Gran Crónica de Alfonso XI, y en esta obra consta que aquella noche los cristianos durmieron allí y cuidaron muy bien a sus monturas, ya que «dieron çebada e pensaron de sus caballos lo mejor que pudieron para se aprouechar dellos quando menester oviesen», como subrayó Diego Catalán.

## La batalla de Guadalhorce (29 de agosto de 1326)

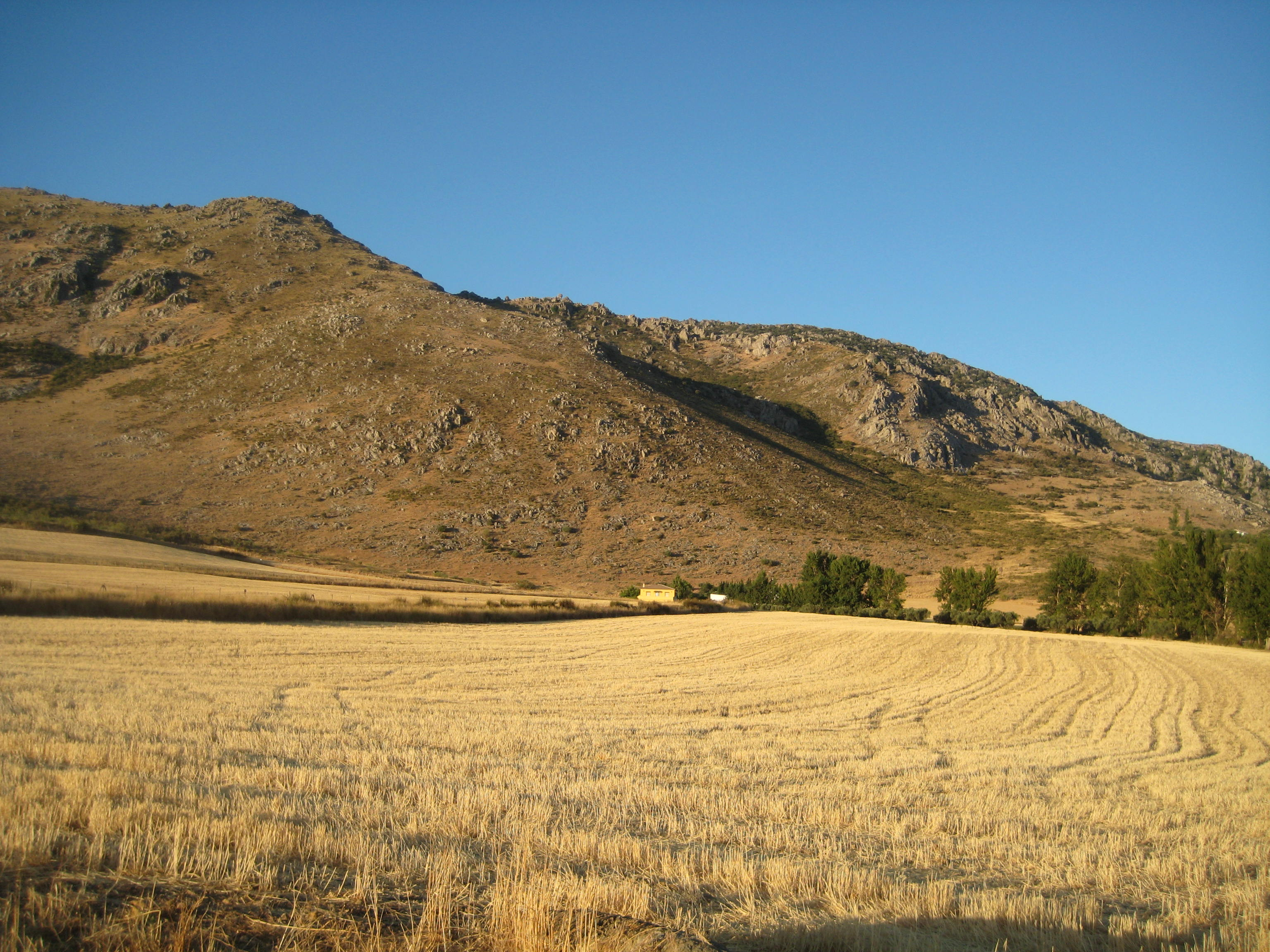
Vista de la campiña de Antequera (Provincia de Málaga).

A la mañana siguiente, al despuntar el alba, Don Juan Manuel ordenó levantar el campamento e hizo que sus tropas se armaran y las ordenó para el combate, y poco después se dirigieron hacia «Teba Hardales», nombre que en aquella época designaba a los lugares de Teba y Ardales, que están situados al sudoeste de Antequera y cerca del río Guadalhorce. Y cuando aún estaban un poco lejos de Teba, los cristianos divisaron a una gran masa de caballería musulmana que se acercaba hacia ellos procedente de Antequera y que atacó a la retaguardia castellana, dirigida por el hermanastro de Don Juan Manuel, Sancho Manuel de Castilla, y de otros «muchos e muy buenos que ay yban».

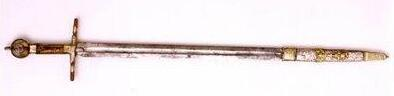
La espada Lobera, que perteneció al rey Fernando III de Castilla, abuelo de Don Juan Manuel (Catedral de Sevilla).

Cuando la caballería granadina atacó la retaguardia cristiana, muchos caballeros que iban en esta murieron y otros muchos retrocedieron y se dirigieron rápidamente a la vanguardia gritando «Santa Maria val», a fin de que los que iban en ella acudieran rápidamente a socorrer a Sancho Manuel de Castilla y a los suyos, ya que su situación era desesperada y estaban a punto de ser arrollados. Y cuando Don Juan Manuel supo esto, desmontó de su caballo y, tomando la célebre espada Lobera, que había pertenecido a su abuelo Fernando III y «en aquel tiempo era suya», pronunció la siguiente oración antes de lanzarse al combate, que fue consignada en el capítulo LIX de la Gran Crónica de Alfonso XI y ha sido mencionada también por otros autores:

Tomo la espada Lobera, que en aquel tiempo era suya, e besola en rremenbranza de la Cruz en que nuestro Señor puso las sus espaldas, e fizo su oración diciendo: Señor, miembre sete de mi e de los christianos que aquí son ayuntados por loor  e reuerençia de la Santa Vera Cruz en que Jhesu Christo tomo muerte e pasion el el monte Caluario. E acabando su oración, cabalgo e llamo a altas bozes Dios e Santa Maria que fuesen en su ayuda, e hizo volver la delantera, e llamando al bienaventurado Sanctiago escudo de la christiandad, fue ferir en los moros.

A continuación, Don Juan Manuel y los suyos se lanzaron al ataque con tal ferocidad y energía que hicieron huir a sus enemigos, y éstos retrocedieron hasta una «gran çelada» que tenían, es decir, una gran emboscada que habían preparado para los castellanos. Y cuando los musulmanes llegaron vencidos a su «çelada», su general Ozmín, al que elogian en la Gran Crónica de Alfonso XI y mencionan como «el buen moro», atacó a los castellanos duramente con su numerosa caballería y les hizo huir. Y fue entonces cuando el alférez mayor de Baeza, Pedro Martínez de Xódar, murió heroicamente defendiendo el pendón de su ciudad, y tras perder las manos, lo sostuvo con sus brazos amputados hasta que murió, según refieren diversos historiadores, y debido a su hazaña sus descendientes usaron el apellido Alférez de Jódar, aunque en la Gran Crónica de Alfonso XI no es mencionado el nombre de dicho alférez y simplemente consta que el pendón de Baeza fue roto por los musulmanes y que el alférez que lo llevaba murió defendiéndolo. Sin embargo, el historiador Joseph O'Callaghan afirmó que el pendón roto en esta batalla fue el célebre Pendón de San Isidoro, conocido también como el Pendón de Baeza, y afirmó que esta es la primera vez en que dicho pendón fue mencionado en el siglo XIV por su uso en una batalla, aunque otros autores modernos, como Alberto Montaner Frutos, afirman rotundamente que el pendón actual data del siglo XIV, pero admiten la posibilidad de que hubiera existido uno anterior.
El propio Don Juan Manuel reconoció en su Libro de los estados que los musulmanes eran buenos guerreros, y en un pasaje de la Gran Crónica de Alfonso XI su autor afirmó que «los moros eran muy maestros en las peleas», como destacan diversos historiadores. Y en el capítulo LIX de la mencionada Gran Crónica se describió del siguiente modo el ataque llevado a cabo por el general Ozmín:

E quando los moros llegaron a aquel lugar vençidos, salio la gran çelada, e con ella vn cauallero bueno armado de sus armas cbdillo de los moros, e si me alguno preguntase quien era, yo le diría que fue Ozmin, el buen moro, a quien Dios dio dicha e aventura sobre los infantes en la Vega do fueron muertos, según lo avemos contado en esta historia; e tan rrezio firio en los christianos, que a pieça dellos hizo volver las espaldas, e derribo yanquantos, e paso por gran poder de caualleria, e ferio en el pendon de Baeça e quebranto lo por fuerça por los tercios de la vara e mato al alférez que lo tenia.

Y cuando Don Juan Manuel vio el ímpetu con que atacaban los granadinos, animó a los suyos e invocando a «Santiago e a Castilla» contraatacó fuertemente e hizo huir a sus adversarios, y mezclándose entre éstos intentó encontrar al propio general Ozmín, al que se aproximó tanto que pudo oír su voz, pero el caudillo granadino no lo quiso «atender» y huyó «con gran verguença» del combate siguiendo a los musulmanes que intentaban escapar. Sin embargo, Ozmín se revolvió contra los cristianos poco después y, como «lobo rravioso», arrojó una lanza a sus enemigos e hizo revolverse en sus sillas, como señaló Diego Catalán, a doscientos caballeros cristianos de la frontera que «conosçian su caualleria e dubdauan la su lança», aunque lo cierto es que dicha acción ya no podía modificar el resultado de la batalla, y los cristianos siguieron persiguiendo y dando caza a sus enemigos sin que éstos intentaran ya hacerles frente.

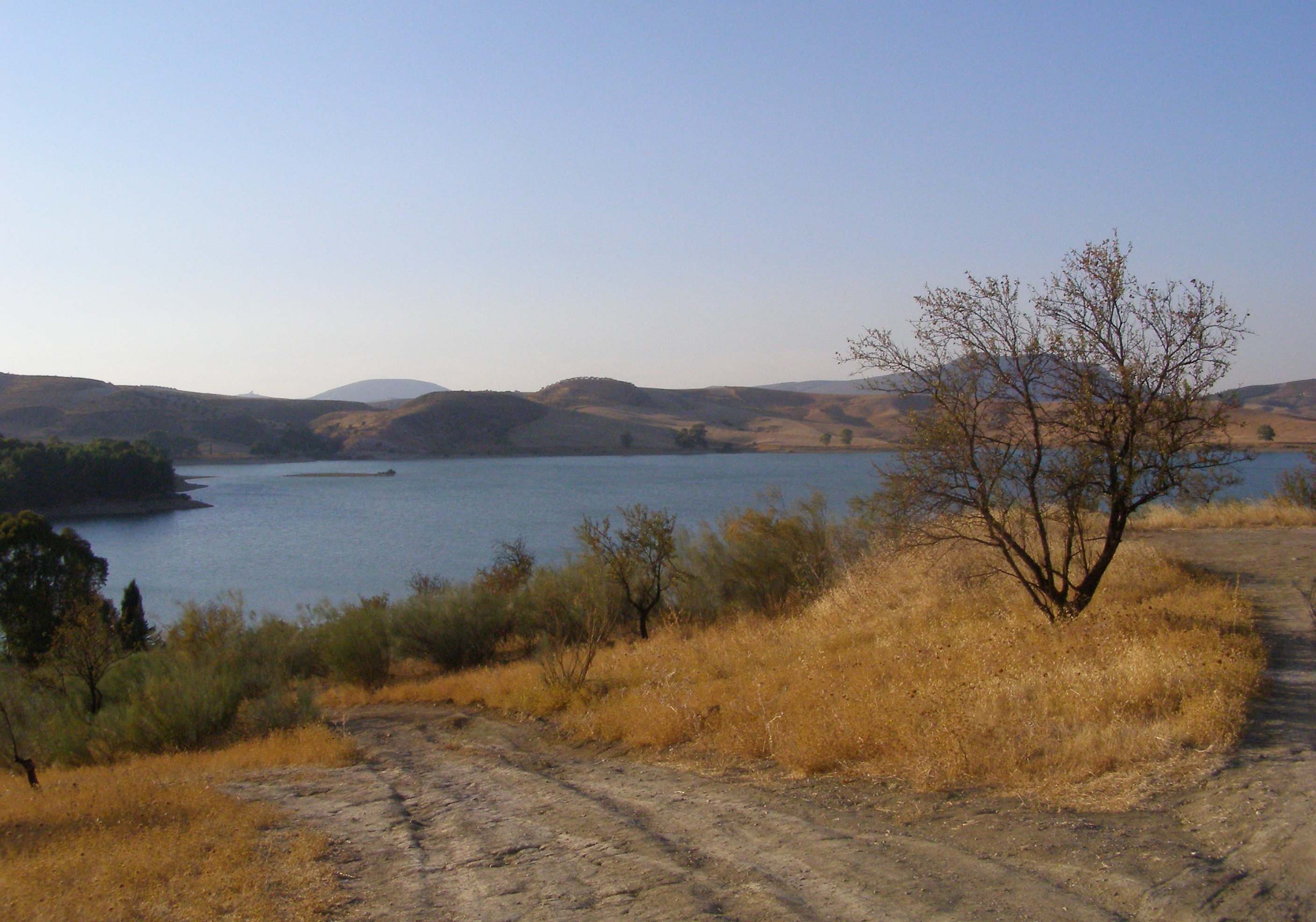
Embalse del Conde en Ardales (Provincia de Málaga).

Ozmín y sus hombres emprendieron la retirada hacia Antequera, mientras los cristianos les perseguían, y el general granadino, según consignó la Gran Crónica de Alfonso XI, iba mesándose su larga barba blanca y «con gran saña de su mala ventura» arrojó al suelo su espada y juró que no la llevaría puesta en un año. Y mientras tanto, Don Juan Manuel y los suyos los persiguieron y mataron o derribaron a todos los que pudieron alcanzar, aunque cuando vieron que ya no podían hacer más, suspendieron la persecución. Y poco después, los vencedores comenzaron a agradecer a Dios la victoria conseguida con las manos alzadas, y le prometieron realizar ayunos y limosnas por el bien que les había otorgado, y a continuación regresaron al campo de batalla y comprobaron que sus bajas ascendían solamente a ochenta muertos «o pocos mas», aunque hallaron a muchos caballeros musulmanes muertos y eran tantos que los propios cristianos «se maravillauan». Y el historiador Joseph O´Callaghan señaló que la bandera del rey Muhammed IV de Granada fue capturada en la batalla y que en esta murieron, según afirma el Poema de Alfonso Onceno, tres mil musulmanes.

Y en la Gran Crónica de Alfonso XI se consignó que, a continuación, los castellanos «cogieron el campo e partieron muy bien la ganancia que les Dios avia dado», y que regresaron junto al río Guadalhorce. Y aquella noche los vencedores establecieron sus tiendas en el lugar donde habían pernoctado la noche anterior, y permanecieron allí hasta el día siguiente apercibidos para el combate y esperando un posible ataque de los musulmanes, ya que suponían, como señalan diversos historiadores, «que Ozmin saldría contra ellos a vengar su desonrra». Sin embargo, los musulmanes no les atacaron, aunque Don Juan Manuel fue muy precavido y, como señaló Diego Catalán, hizo que su hueste rondase y vigilase muy bien aquella noche, a fin de no ser sorprendidos, se preocupó de que los caballos fueran bien cuidados, debido a los grandes esfuerzos que habían realizado, y ordenó a sus hombres que «se guardasen e se velasen muy bien» con el propósito de que sus enemigos no les causaran ningún daño, siendo todo ello relatado en el capítulo LX de la Gran Crónica de Alfonso XI:

Quando vio don Joan (Manuel) que no salían contra el ningunos moros que fiziesen enojo, fizo aquella noche bien rrondar su hueste por se guardar de rrebate, e fizo pensar muy bien de los cauallos, que aquel dia avian pasado muy grande afán, e mando a todos que se velasen e se guardasen muy bien, de guisa que non resçibiesen daño ninguno.

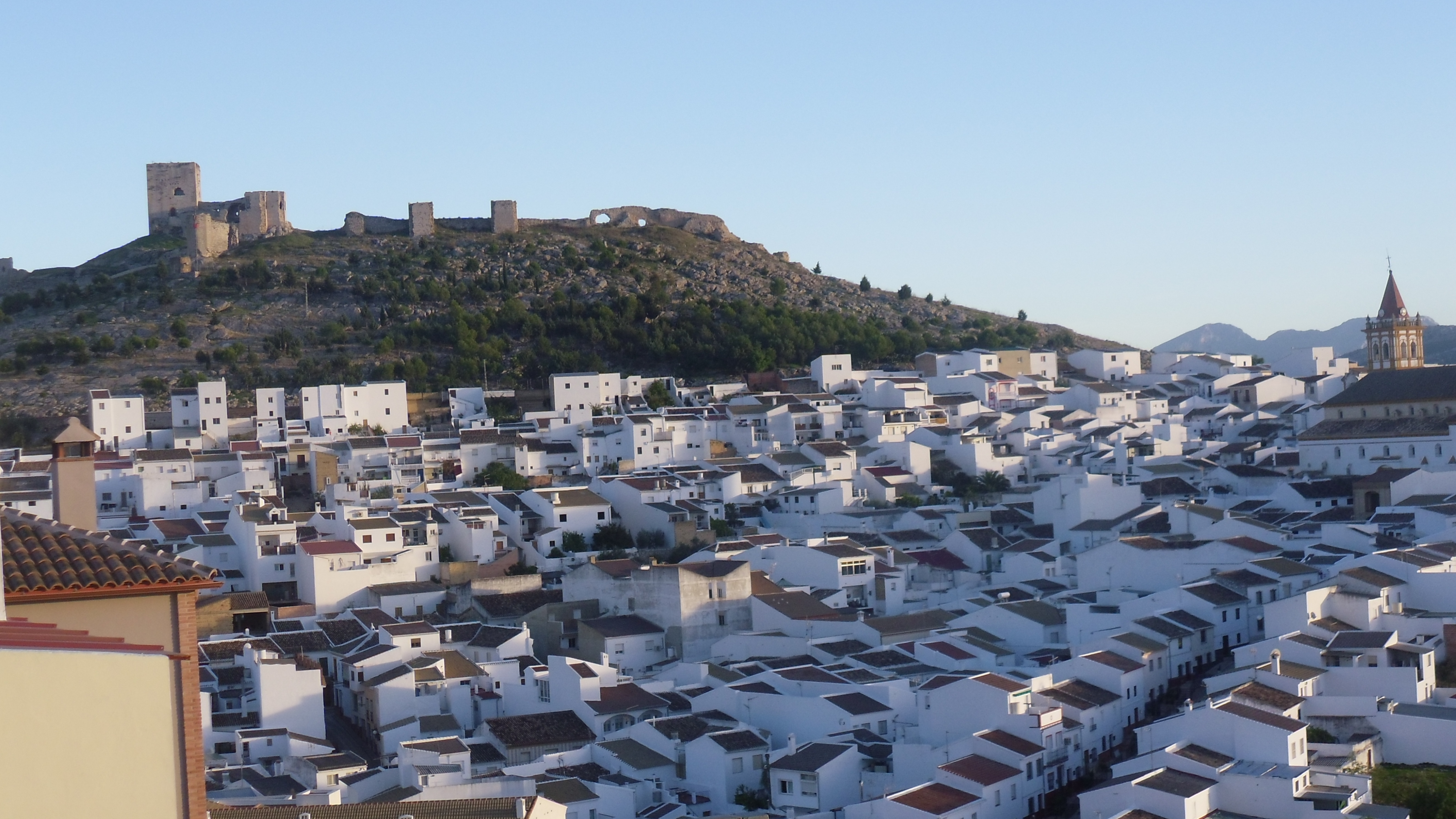
Vista del municipio de Teba y de su castillo (Provincia de Málaga).

A la mañana siguiente, las tropas de Don Juan Manuel se armaron y éste las ordenó «lo mejor que el entendio», y poco después levantaron el campamento y se dirigieron hacia Teba y Ardales. Y cuando los musulmanes de Antequera vieron que los cristianos se retiraban, les siguieron «para ganar dellos alguna cosa», y les persiguieron dando grandes alaridos durante un buen trecho, aunque Don Juan Manuel ordenó a sus tropas que nadie les atacara hasta que él lo ordenara, y que les permitieran acercarse, aunque sus enemigos no se aproximaron más y regresaron a Antequera. Y la Gran Crónica de Alfonso XI consignó que seguidamente los cristianos regresaron a Córdoba y que fueron recibidos allí «con muy gran honrra»:

E en este lugar (en Córdoba) se partieron los vnos de los otros e fueron se para sus tierras muy pagados e alegres con gran plazer, loando mucho el nombre de Dios padre poderoso verdadero Jhesu Christo fijo de la bien aventurada rreyna y madre Santa Maria.

## Consecuencias

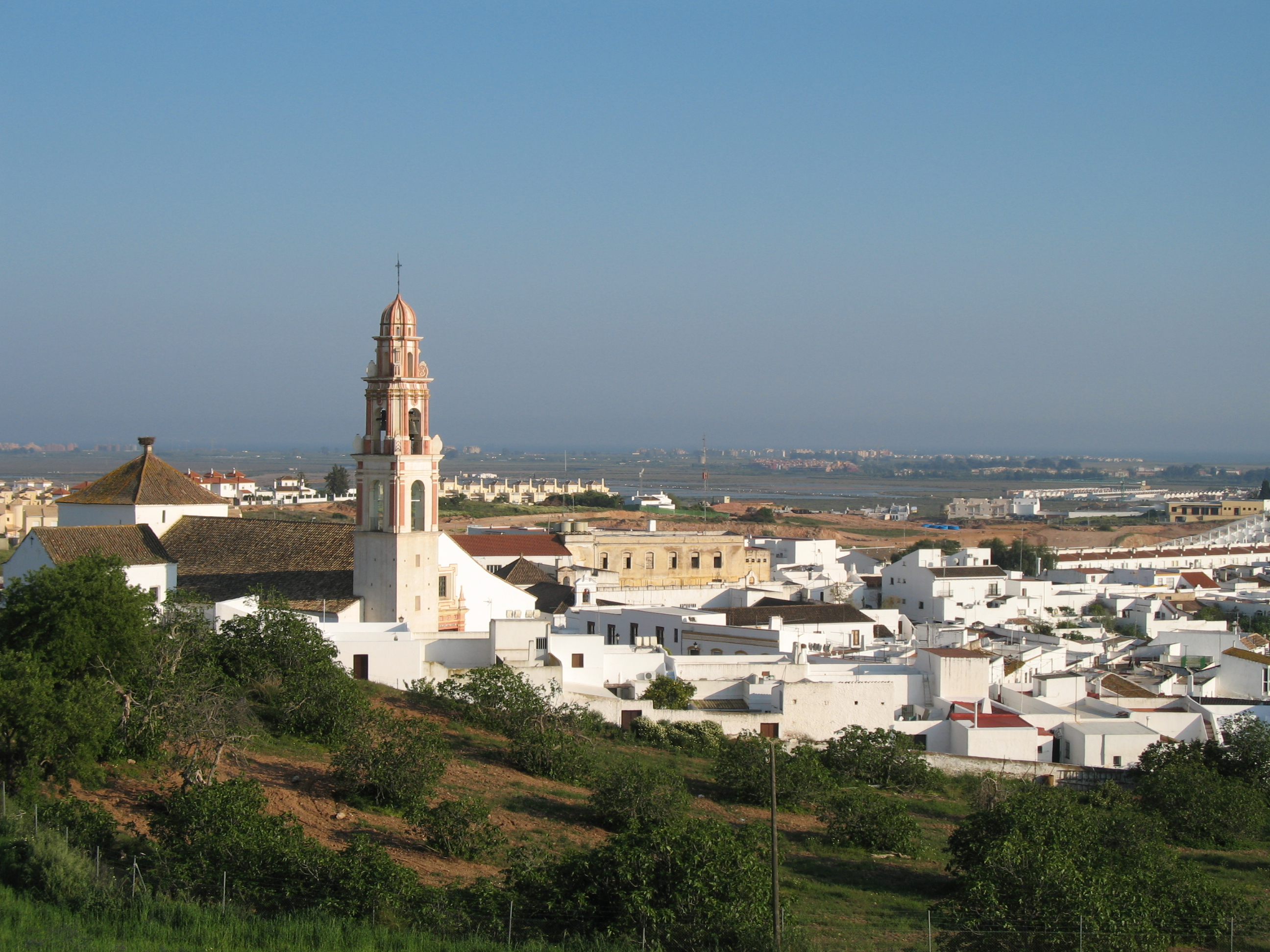
Vista del municipio de Ayamonte, conquistado por Alfonso XI en 1327 (Provincia de Huelva).

La victoria de los castellanos en la batalla de Guadalhorce ha sido considerada como «importante» o «notable» por diversos historiadores, y en el capítulo XLIX de la Crónica de Alfonso XI se consignó que «fué vencido Ozmin et todo el poder de Granada, et morieron y muchos moros». Además, cuando Alfonso XI fue informado de la victoria de Don Juan Manuel, se alegró mucho, aunque estaba molesto porque sus consejeros le mantenían alejado de la frontera, pero al mismo tiempo manifestó ciertas sospechas hacia el vencedor, ya que el monarca consideró que si él mismo o más tropas suyas hubieran estado presentes, el daño infligido a los granadinos habría sido mucho mayor, como se consignó en la Crónica de Alfonso XI:

E desque el Rey sopo estas nuevas, plogóle ende mucho por la merced que Dios avia fecho a los Christianos: pero quisiera él averse acaescido en ello: ca tenia que si él fuera, ó algunas mas gentes de las suyas, que oviera mayor daño en los Moros: et avia grand mal talante de los que le estorváran de non poder ir á la frontera.

Don Juan Manuel fue felicitado por el papa Juan XXII y por el rey Jaime II de Aragón, y hay constancia de que este último lo hizo por medio de una carta el 14 de octubre de 1326, y poco después, el 1 de noviembre de ese mismo año, Alfonso XI ordenó el asesinato de su pariente Juan el Tuerto en la ciudad de Toro y confiscó todas sus posesiones, que incluían más de ochenta villas y castillos repartidos por todo el reino. Y cuando Don Juan Manuel fue informado del asesinato de dicho magnate, que era pariente suyo, abandonó la frontera por miedo al rey a finales de 1326 o principios de 1327 y se refugió en su villa de Chinchilla de Monte-Aragón, aunque oficialmente aún desempeñaba el cargo de adelantado mayor de la frontera de Andalucía, y el rey, según consta en la Gran Crónica de Alfonso XI, se mostró sorprendido al saber lo que había hecho el célebre escritor, ya que en su opinión el monarca no le había hecho nada que le obligase a abandonar sus obligaciones.

Escudo de armas de Don Juan Manuel.

El triunfo de Don Juan Manuel, según afirmó el historiador Joseph O´Callaghan, animó a Alfonso XI a realizar su primera campaña contra los musulmanes del reino de Granada, aunque otros historiadores señalaron que el interés de este monarca por guerrear contra ellos pudo estar motivado en parte por el deseo de vengar las muertes de sus parientes, los infantes Pedro y Juan, que murieron en el Desastre de la Vega de Granada. Y en 1327, después de haber pacificado el reino, el monarca castellano emprendió personalmente su primera campaña contra los musulmanes, y su plan consistía en que sus fuerzas terrestres avanzaran desde Sevilla mientras Alonso Jofre Tenorio, almirante mayor de la mar, se encargaba de interceptar por mar las tropas que el sultán de Marruecos pudiera enviar para socorrer a los granadinos.
En el verano de 1327 Alfonso XI conquistó, con la ayuda de las órdenes militares, las villas de Olvera, Pruna y Ayamonte y Torre Alhaquín, según consta en los capítulos LXXII y LXXIII de la Gran Crónica de Alfonso XI, y ese mismo año el almirante Alonso Jofre Tenorio derrotó en una batalla naval a una escuadra musulmana, hundiendo cuatro galeras y capturando otras tres y ocasionando a sus enemigos más de 1200 muertos y heridos.
Sin embargo, Don Juan Manuel se rebeló contra el rey, debido, entre otras causas, a que éste había repudiado a su hija Constanza Manuel, y a finales de 1327 firmó una alianza, preparada desde varios meses antes en opinión de Braulio Vázquez Campos, con el rey Muhammed IV de Granada, a fin de luchar juntos contra el monarca castellano, y el célebre escritor no se reconcilió definitivamente con él hasta el año 1338.